# Luta Popular
Luta Popular é o jornal oficial publicado pelo PCTP/MRPP desde fevereiro de 1971, seguindo a linha política – marxista. O jornal actualmente não tem edição regular impressa só on-line.